# Сонні Террі
Со́нні Те́ррі (англ. Sonny Terry, справжнє ім'я Со́ндерс Те́ррелл англ. Saunders Terrell; 24 жовтня 1911, Грінсборо, Джорджія — 11 березня 1986, Мінеола, Нью-Йорк) — американський блюзовий співак і виконавець на губній гармоніці. Співпрацював з багатьма музикантами, серед яких Піт Сігер і Вуді Гатрі, найбільше знаний як учасник дуету з гітаристом Брауні Макгі. Член Зали слави блюзу (1987).

## Біографія
Сондерс Террелл народився 24 жовтня 1911 року в Грінсборо, штат Джорджія. Коли йому було 16 років, він практично втратив зір внаслідок двох автокатастроф, після цього зосередився на музиці. Після смерті батька працював на медичних виставках і в 1937 році, об'єднавшись з гітаристом Блайнд Бой Фуллером, виїхав до Дарема, Північна Кароліна, де разом з Фуллером, Гарі Девісом і виконавцем на пральній дошці Джорджем Вашингтоном грав на вулиці.
У грудні 1937 року зробив свою дебютний запис, акомпануючи Фуллеру на губній гармоніці. Його вокальні інтонації з характерним емоційним фальцетом прикрашали і урізноманітнювали музичне звучання, і він продовжував грати до смерті Фуллера у 1941 році. 1938 року, коли Фуллер знаходився у в'язниці, Джон Геммонд побажав, аби Террі став учасником концерту «Від спірічуелу до свінгу», і Террі замінив Фуллера.
Його складна гра на гармоніці і винятковий вокал викликали фурор, що, втім, на той момент не позначилося на його кар'єрі, хоча лейбл звукозапису OKeh і випустив його записи як самостійного артиста. 1942 року виступив на концерті в Вашингтоні і з ним як акомпаніатор і поводир, на пропозицію їхнього менеджера Дж. Б. Лонга, вирушив гітарист Брауні Мак-Гі. Обидва виконавці отримали запрошення на роботу в Нью-Йорку, де й оселилися і співпрацювали потім довгі роки. У Нью-Йорку Террі багато записувався як артист і як акомпаніатор на багатьох лейблах звукозапису, що орієнтувались на темношкіру аудиторію. Перші нью-йоркські записи зроблені під керівництвом Моузеса Еша на лейблі Folkways Records, де йому акомпанував Вуді Гатрі.
Наприкінці 1950-х років Террі і Мак-Гі активно і успішно виступали для чорної аудиторії і називали свою музику «фолк-блюзом». Макгі і Террі створили один з найдовготриваліших і найпопулярніших дуетів в історії блюзу. Вони виступали і записувалися разом майже 40 років і значно вплинули на всі покоління фолк-блюзових музикантів.
У 1960-х роках перестав співати фальцетом, його голос огрубів і став дуже немилозвучним. У дуеті з Мак-Гі намітився розрив — Брауні Мак-Гі і Сонні Террі не стали близькими друзями і в останні роки відчували один до одного неприязнь, які виливались навіть у лайки на сцені.
За два роки до смерті у 1984 році за допомогою Віллі Діксона і Джонні Вінтера записав сольний альбом Whoopin', де спробував зблизити манеру виконання Террі із жорсткішою традицією блюзу в електричному трактуванні Вінтера.
Помер 11 березня 1986 року в Мінеолі, штат Нью-Йорк у віці 74 років. 1987 року був включений до Зали слави блюзу.

## Дискографія

### Альбоми
- Sonny Terry and His Mouth Harp (Riverside, 1958)
- Blues with Big Bill Broonzy, Sonny Terry, Brownie McGhee (Folkways, 1959); з Біг Біллом Брунзі, Брауні Макгі
- Down South Summit Meetin' (World Pacific, 1960); з Брауні Макгі, Біг Джо Вільямсом і Лайтніном Гопкінсом
- Down Home Blues (Bluesville, 1960); з Брауні Макгі
- Blues & Folk (Bluesville, 1960); з Брауні Макгі
- Blues All Around My Head (Bluesville, 1961)
- Sonny's Story (Bluesville, 1961)
- Blues in My Soul (Bluesville, 1961)
- Sonny & Brownie at Sugar Hill (Fantasy, 1962)
- Brownie McGhee & Sonny Terry at the 2nd Fret (Bluesville, 1962); з Брауні Макгі
- Last Night Blues (Bluesville, 1963); з Лайтніном Гопкінсом
- Sonny is King (Bluesville, 1963)
- A Long Way from Home (BluesWay, 1969); з Брауні Макгі
- Sonny & Brownie (A&M, 1973)
- Whoopin' (Alligator, 1984)

### Сингли
- «Hootenanny Blues»/«Dangerous Woman» (Chess, 1963)